# Maumusson (Tarn-et-Garonne)
Maumusson település Franciaországban, Tarn-et-Garonne megyében. Lakosainak száma 51 fő (2022. január 1.). Maumusson Castéron, Esparsac, Glatens, Lavit és Montgaillard községekkel határos.

## Népesség
A település népessége az elmúlt években az alábbi módon változott:
| Lakosok száma | 61   | 53   | 50   | 48   | 47   | 46   | 48   | 49   | 51   |
|               | 2013 | 2015 | 2016 | 2017 | 2018 | 2019 | 2020 | 2021 | 2022 |